# Neville Stuart Pillans
Neville Stuart Pillans (África do Sul, 2 de maio de 1884 – Cidade do Cabo, 23 de março de 1964) foi um botânico sul-africano.
Seu pai Charles Eustace Pillans (- 1919) também gostava de história natural, coletando plantas e estabelecendo contatos com renomados botânicos da Europa.
Trabalhou ativamente durante anos no Herbário Bolus da Cidade do Cabo.

## Publicações
- 1928. The African genera and species of Restionaceae. Trans.Royal Soc.South Africa 207-440

## Homenagens
Em sua honra foram nomeados:
- o gênero Nevillea (Steud.) H.P.Linder dda família Restionaceae
- o gênero Pillansia L.Bolus  das Iridaceae
- a espécie Aloe pillansii L.Guthrie, das Asphodelaceae
- a espécie Gasteria pillansii Bolus & L.Bolus das Asphodelaceae